# Attahk
Attahk es el octavo álbum de estudio del grupo francés Magma. Fue lanzado en 1978.
Con este trabajo Magma supo captar la atención de distintas audiencias. Si bien el Zeuhl es la identidad del grupo, en este álbum se combinan elementos del funk,  R&B y gospel.
La canción "Rindé", ya un clásico de Magma, fue incluida posteriormente en la suite Ëmëhntëhtt-Ré.
El arte de tapa fue realizada por H. R. Giger.

## Lista de canciones
Toda la música compuesta por Christian Vander. 
| Attahk |                             |          |  |
| N.º    | Título                      | Duración |  |
| 1.     | «The Last Seven Minutes»    | 7:35     |  |
| 2.     | «Spiritual»                 | 3:17     |  |
| 3.     | «Rindë»                     | 3:07     |  |
| 4.     | «Liriïk Necronomicus Kahnt» | 4:59     |  |
| 5.     | «Maahnt»                    | 5:29     |  |
| 6.     | «Dondaï»                    | 7:59     |  |
| 7.     | «Nono»                      | 6:17     |  |

## Músicos
- Klaus Blasquiz – voz
- Rene Garber – voz
- Stella Vander – voz
- Lisa Bois – voz
- Tony Russo – voz
- Jacques Bolognesi – trombón
- Benoit Widemann – piano, Rhodes piano, Minimoog
- Guy Delacroix – bajo
- Christian Vander – voz, batería, piano, composición

junto a
- Laurent Thibault – manager y producción
- Michel Marie – asistente
- H. R. Giger – arte de tapa